# Бутурлин, Виктор Иванович
Ви́ктор Ива́нович Буту́рлин (28 июня 1946, Москва — 5 февраля 2022, Санкт-Петербург) — советский и российский кинорежиссёр и сценарист. Заслуженный деятель искусств России (2004).

## Биография
Родился 28 июня 1946 года в Москве.
В 1972 году окончил режиссёрский факультет Ленинградского государственного института театра, музыки и кинематографии (ЛГИТМиК) (мастерская Изакина Гриншпуна). В 1981 году окончил мастерскую Никиты Михалкова на Высших курсах сценаристов и режиссёров.
Работал режиссёром в Ивановском областном музыкальном театре и Ленинградском театре музыкальной комедии.
С 1981 года — режиссёр-постановщик киностудии «Ленфильм». В 1984 году снял фильм «Аплодисменты, аплодисменты». Для «Убойной силы» снял две первые серии.
Преподавал в Санкт-Петербургском государственном институте кино и телевидения. Был профессором кафедры режиссуры на факультете экранных искусств.
Жил в Санкт-Петербурге.

### Личная жизнь
Жена, три дочери и внуки.
Племянница — Анна Бутурлина, джазовая певица.

### Смерть
Скоропостижно скончался 5 февраля 2022 года в Санкт-Петербурге на 76-м году жизни.

## Фильмография

### Режиссёрские работы
- 1980 — Эндшпиль
- 1982 — Прозрачное солнце осени
- 1984 — Аплодисменты, аплодисменты…
- 1986 — Экскурсант (киноальманах «Исключения без правил»)
- 1987 — Садовник
- 1989 — Торможение в небесах
- 1997 — 1998 — Улицы разбитых фонарей (серия «Попутчики», «Отсутствие доказательств»)
- 1998 — Содержанка
- 1998 — 1999 — Улицы разбитых фонарей 2 (серия «Новое слово о живописи», «Дама с собакой»)
- 1999 — 2000 — Убойная сила (серия «Рикошет», «Умирать подано»)
- 2000 — 2001 — Убойная сила (сезон 2) (серия «Двойной угар», «След бумеранга»)
- 2002 — Время любить
- 2003 — Есть идея…
- 2004 — Честь имею!..
- 2004 — Женская логика 4
- 2006 — Женская логика 5
- 2006 — Алька
- 2007 — Смутное время
- 2007 — 2008 —Гаишники
- 2009 — Дилер
- 2009 — Жить сначала
- 2014 — Татьянина ночь
- 2015 — Одна на всех
- 2018 — Заяц во хмелю

### Автор сценария
- 1980 — Эндшпиль
- 1989 — Торможение в небесах
- 1998 — 1999 — Улицы разбитых фонарей 2
- 2000 — 2001 — Убойная сила 2
- 2002 — Время любить

### Художник-постановщик
- 1980 — Эндшпиль

### Актёр
- 1981 — Родня — музыкант в ресторане

## Награды и премии
- 1972 — Главный приз кинофестиваля в Страсбурге, Франция.
- 1982 — Главный приз (Прозрачное солнце осени на кинофестивале «Амирани» в Тбилиси).
- 1985 — ВКФ (Всесоюзный кинофестиваль) Приз и Диплом за лучший режиссёрский дебют (Аплодисменты, аплодисменты…).
- 1987 — Всесоюзный кинофестиваль (ВКФ) «Молодость» в Киеве: приз имени Василия Шукшина — за фильм «Садовник».
- 1987 — Профессиональная премия имени Григория Козинцева от киностудии «Ленфильм» и Ленинградского отделения Союза кинематографистов — за лучшую режиссуру фильма «Садовник».
- 1992 — Главный приз кинофестиваля в Страсбурге за фильм Торможение в небесах.
- 1992 — Международный кинофестиваль славянских и православных народов «Золотой витязь»:
  - приз «Серебряный Витязь» — за лучший игровой фильм «Садовник».
- 1993 — МКФ «Экология» в Нови-Саде.
  - Главный приз в конкурсе иностранных видеофильмов Ядерное танго.
- 2004 — Премия «ТЭФИ» за лучший телевизионный художественный фильм, мини-сериал Честь имею!..